# Traktat litewsko-sowiecki (1920)
Traktat litewsko-sowiecki – traktat pokojowy podpisany 12 lipca 1920 w Moskwie między Litwą a Rosyjską Federacyjną Socjalistyczną Republiką Radziecką.
Litwa pragnęła uznania swego państwa de iure przez Rosję Radziecką, w tym uznania jego granic i wypłacenia mu odszkodowań. Bolszewicy chcieli wciągnąć Litwę – wrogo nastawioną wobec Polski (konflikt o Wilno i Suwalszczyznę) – do wojny z Polską po swojej stronie.
Negocjacje przyszłego porozumienia trwały od 7 maja 1920. Traktat podpisano 12 lipca (Litwa ratyfikowała go 6 sierpnia) tegoż roku. Ze strony sowieckiej podpisali go: Adolf Joffe, Leonid Obolenski i Julian Marchlewski, ze strony litewskiej Tomasz Naruszewicz, Petras Klimas, Szymon Rosenbaum, Juozas Vailokaitis i Vytautas Račkauskas. Wymiana dokumentów ratyfikacyjnych nastąpiła w Moskwie 14 października. Rosja Sowiecka uznała niepodległość Litwy i jej granice obejmujące m.in. Wilno, Grodno i Lidę. Traktat nie regulował granicy między Litwą a Polską (szczegółowo – nie regulował przynależności Suwałk ani Augustowa), pozostała ona do ustalenia w ewentualnym traktacie polsko-litewskim, podobnie jak przebieg granicy litewsko-łotewskiej w traktacie między stronami (Art. II, uwaga 1 traktatu). Polska nie uznała traktatu litewsko-sowieckiego; polscy dyplomaci oprotestowali go m.in. w sierpniu, podczas negocjacji z Sowietami.
Traktat zawierał tajną klauzulę umożliwiająca Armii Czerwonej przejście przez terytorium litewskie. Klauzula ta była jawnym przejawem naruszenia neutralności Litwy wobec Polski; poza tym w czasie wojny polsko-bolszewickiej Litwa nie internowała jednostek sowieckich – w ten sposób wymykały się one jednostkom polskim (którym Litwa wzbraniała wejścia na swoje terytoria) – a nawet wystąpiła zbrojnie przeciwko polskim oddziałom, m.in. w okolicach Wilna – współdziałanie zbrojne wojsk litewskich i sowieckich było widoczne w lipcu i sierpniu. Dlatego też – jak przyznaje m.in. litewski historyk Alfred Senn – choć nie było litewsko-radzieckiego sojuszu, Litwini nie byli neutralni w trakcie wojny polsko-bolszewickiej.
Terytorium Wileńszczyzny, pomimo formalnej cesji na rzecz Litwy, było zajmowane w sierpniu 1920 przez Armię Czerwoną. Było poddane silnej sowieckiej propagandzie, proniepodległościowe organizacje litewskie szykanowano, rozbudowywano komunistyczną siatkę wywiadowczo-rewolucyjnę na terytoriach litewskich. Podczas Bitwy Warszawskiej w sierpniu 1920, gdy komuniści byli pewni zwycięstwa, komunistyczni działacze litewscy byli gotowi do przeprowadzenia „rewolucji” – Vincas Mickevičius-Kapsukas, były działacz Litewsko-Białoruskiej Socjalistycznej Republiki Rad 19 sierpnia telegrafował do Lenina prosząc o zgodę na „wyzwolenie” litewskiej stolicy, Kowna. Jak pisze Łossowski – rząd litewski uważał cały czas, że Polska jest „najgorszym przeciwnikiem powstającej niepodległej Litwy”, choć „jest rzeczą bardziej niż oczywistą, że zwycięstwo polskie pod Warszawą uratowało Litwę od utraty niepodległości”.
Traktat został potwierdzony w pakcie nieagresji z 28 września 1926, przedłużanym 6 maja 1931 i 4 kwietnia 1934, potwierdzonym w układzie z 10 października 1939 o stacjonowaniu Armii Czerwonej na Litwie. Wszystkie te umowy zostały złamane przez okupację Litwy w czerwcu 1940.